# Armando Lencastre
Armando Monteiro Soares Coutinho de Lencastre GOIH • ComMAI (Pinhel, Alverca da Beira, 21 de maio de 1924 - Lisboa, 14 de setembro de 2017) foi um dos maiores especialistas portugueses em Hidráulica.

## Biografia
Filho único de José Monteiro Alves de Lencastre (Pinhel, Alverca da Beira, 17 de Agosto de 1890 - ?) e de sua mulher Maria Amélia Soares de Almeida, neto paterno de Manuel Monteiro Alves e de sua mulher D. Maria do Carmo Coutinho de Lencastre (descendente por varonia bastarda dos Marechais do Reino de Portugal) e bisneto paterno de Joaquim Monteiro Branca e sua mulher Ana Alves, todos de Pinhel, Alverca da Beira.
Licenciado em Engenharia Civil (1950) pelo Instituto Superior Técnico da Universidade Técnica de Lisboa (IST/UTL). No IST/UTL exerceu docência de matemática e hidráulica (1949-1963). Desenvolveu actividade profissional no Laboratório Nacional de Engenharia Civil (LNEC) de 1950 a 1968. Obteve em 1963 o grau de Investigador Principal. Foi presidente da Associação de Estudantes do  IST/UTL (1949-1950). Foi o 14.º Presidente Nacional do Conselho Directivo, cargo actualmente equivalente ao de Bastonário, da Ordem dos Engenheiros de 2 de Abril de 1979 a Agosto de 1980, cargo ao qual renunciou. Fundou a Hidroprojecto, Consultores de Hidráulica e Salubridade, SA. É membro da Hidrosistemas - Estudos Especiais de Sistemas Hídricos e Ambientais Lda. Foi, a partir de 1981, Professor Catedrático Convidado da Faculdade de Ciências e Tecnologia da Universidade Nova de Lisboa (FCT/UNL). Presidente do Conselho Consultivo da Secretaria de Estado da Investigação Cientifica. Fundador e Primeiro Presidente da Academia de Engenharia. Membro emérito da Academia das Ciências de Lisboa.
Casou com Maria Graziela Pais Cortêz (15 de Julho de 1925), com geração.
Faleceu, a 14 de Setembro de 2017, em Lisboa, tendo sido velado na Igreja de São João de Brito, em Lisboa. O funeral realizou-se no Cemitério de Colares, em Sintra.

## Prémios, Honras e Condecorações[4]
- Dr. Brito Camacho, destinado ao aluno mais bem classificado do ano em todos os cursos professados no instituto, aquando da sua licenciatura;
- Prémio de Investigação "Manuel Rocha" (LNEC);
- Doutor Honoris Causa (IST);
- Comendador da Ordem Civil do Mérito Agrícola e Industrial Classe Industrial (31 de Outubro de 1969)
- Grande-Oficial da Ordem do Infante D. Henrique (5 de Janeiro de 2006)
- A FCT/UNL criou o Laboratório de Hidráulica Prof. Armando Lencastre, o Prémio Armando Lencastre, e também, a Fundação Armando Lencastre.
- A Ordem dos Engenheiros atribuiu o seu nome ao auditório principal da sua sede em Lisboa.
- Doutor Honoris Causa (Universidade Nova de Lisboa) (2007/2008).